# Sammichele di Bari
Sammichele di Bari – miejscowość i gmina we Włoszech, w regionie Apulia, w prowincji Bari.
Według danych na styczeń 2009 gminę zamieszkiwało 6700 osób przy gęstości zaludnienia 198,2 os./1 km².